# Kristjan Järvi

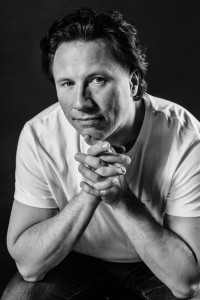
Kristjan Järvi (2019)

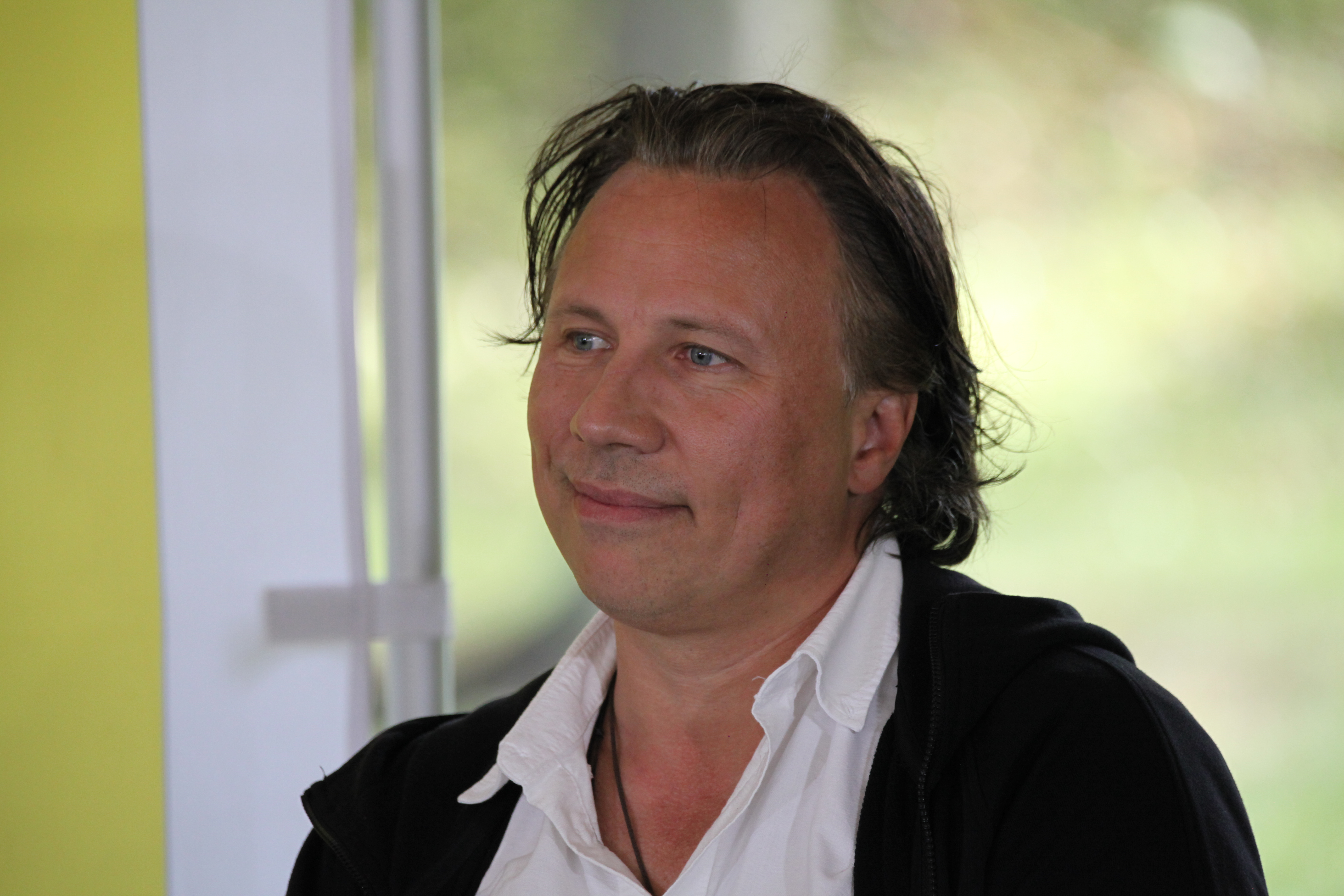
Kristjan Järvi (2021)

Kristjan Järvi (* 13. Juni 1972 in Tallinn, Estnische SSR) ist ein US-amerikanischer Pianist und Dirigent estnischer Herkunft.

## Leben
Järvi wurde 1972 als jüngster Sohn des Dirigenten Neeme Järvi in Tallinn geboren. Sein Bruder Paavo Järvi ist ebenfalls Dirigent. 1980 zog die Familie nach New Jersey. Järvi studierte Klavier bei Nina Svetlanova an der Manhattan School of Music in New York und Dirigieren bei Kenneth Kiesler an der University of Michigan in Ann Arbor.
Er ist Leiter des 1993 von ihm und Charles Coleman gegründeten Absolute Ensembles in New York City. Im Jahr 2007 wurden Järvi und sein Ensemble mit dem Bremer Musikfest-Preis der Commerzbank-Stiftung ausgezeichnet. Von 1998 bis 2000 war er Assistent von Esa-Pekka Salonen beim Los Angeles Philharmonic Orchestra. Von 2000 bis 2004 war er Chefdirigent und Musikdirektor der NorrlandsOperan in Umeå und des Königlichen Philharmonieorchester in Stockholm. Von 2004 bis 2009 war er Leiter des Tonkünstler-Orchesters Niederösterreich in Wien. Järvi ist darüber hinaus künstlerischer Berater des Kammerorchesters Basel sowie Gründer und Dirigent des Baltic Sea Philharmonic (vormals Baltic Youth Philharmonic).
Als Orchesterdirigent bearbeitet Kristjan Järvi ein weit gespanntes Repertoire mit Musik vom 17. Jahrhundert bis zur zeitgenössischen Musik. Er führte u. a. Werke von HK Gruber, Erkki-Sven Tüür, Peeter Vähi, Gabriela Montero (Uraufführung ihres Klavierkonzertes „Latin Concerto“), Ezequiel Viñao, Joe Zawinul, Gediminas Gelgotas und Arvo Pärt auf, zu dem er eine enge Arbeitsbeziehung hat. Als Gastdirigent trat er mit berühmten Orchestern wie dem London Symphony Orchestra, der Sächsischen Staatskapelle Dresden, dem Symphonieorchester des Bayerischen Rundfunks und dem Gewandhausorchester auf. Er wirkte an 30 CD-Aufnahmen mit, erhielt den schwedischen Musikpreis Grammis, den Preis der deutschen Schallplattenkritik und wurde für die Grammy Awards nominiert. Der Musikkritiker Anthony Tommasini huldigte ihn in der New York Times als Wiedergeburt Leonard Bernsteins.
Von 2012 bis 2018 war Järvi Chefdirigent des MDR-Sinfonieorchesters in Leipzig; dabei kam es auch zu Produktionen wie Balkan Fever mit Miroslav Tadić, Vlatko Stefanovski und Theodosii Spassov.

## Privates
Er war in erster Ehe mit der kanadischen Violinistin Leila Josefowicz verheiratet. In zweiter Ehe lebte er mit der australischen Flötistin Hayley Melitta zusammen. Seit 2016 ist er in einer Beziehung mit der estnischen Musikerin Hanna-Liis Nahkur und lebt seitdem hauptsächlich wieder in Estland. Järvi hat einen Sohn aus erster und drei weitere Kinder aus seiner zweiten Ehe. Im Herbst 2019 erwartete er aus seiner derzeitigen Beziehung ein weiteres Kind.

## Veröffentlichungen
- „A Soundtrack to Our Lives…“. In: Sebastian Stoppe (Hg.): Film in concert: film scores and their relation to classical concert music. Hülsbusch, Glückstadt 2014, ISBN 978-3-86488-060-5, S. 131–144.